# Un véritable humain
Pour plus de détails, voir Fiche technique et Distribution.
Un véritable humain (Et rigtigt menneske) est un film dramatique danois écrit et réalisé par Åke Sandgren, sorti en 2001.
Produit par la société de production Zentropa de Lars von Trier et Peter Aalbæk Jensen, le film, expérimental de par son style et sa narration, suit les principes austères du mouvement Dogme 95 et porte la numérotation Dogme #18 dans leur nomenclature. En application des préceptes de la charte du mouvement, le réalisateur n'est pas crédité.

## Fiche technique
- Titre anglais : Truly Human

## Distribution
- Nikolaj Lie Kaas : P
- Peter Mygind : Walther
- Susan Olsen : Charlotte
- Troels II Munk : Stromboli
- Line Kruse : Tanja
- Søren Hauch-Fausbøll : Kjeldsen
- Clara Nepper Winther : Lisa
- Oliver Zahle : Benny
- Charlotte Munksgaard : Molly
- Klaus Bondam : Ulrik
- Peter Belli : Sedergren
- Hans Henrik Voetmann : Kunde i Skobutik
- Jesper Asholt : Tern
- Henning Palner : Forsberg
- Anne O. Pagh : Anna, Sekretær (comme Anne Oppenhagen Pagh)
- Peter Gilsfort : Erik
- Lone Lindorff : Dame på Asylcenter
- Søren Sætter-Lassen : Livredder
- Bo Bertram
- Henrik Birch : Betjent
- Ken-Martin Ito Bruun : Drengekor
- Josephine Cadan
- Nicolai Kaas Claesson : Drengekor
- Eggers Foighel
- Adam Frimand-Meier : Drengekor
- Patricia Hagedorn
- Rasmus Haxen
- Matthias Henneveld : Drengekor
- Mogens Holm : Livredder
- Karsten Jansfort
- Nanna Kaarsberg
- Ali Kanaan
- Carsten Kressner
- Jytte Kvinesdal : Madmor
- Henrik Larsen : Bilist
- Marianne Moritzen
- Michael Moritzen : Ejendomsmægler
- Marianne Mortensen : Ansat i Sandholmlejren
- Lone Petersen
- Vladimir Pintchevski
- Kristoffer Raasted : Drengekor
- Vojo Radosavljevic
- Thomas Ruth : Drengekor
- Raid Sabbah : Flygtning
- Regitze Schartau : (comme Regitze Schartz)
- Iben Snebang
- Klaus Tilsted Søndergård
- Jacob Thomassen
- Jacob Vinther : Drengekor
- Peter Voss-Knude : Drengekor
- Anita Vystavel
- Karin Wellejus
- Julie Wieth
- Danny Wilson : Drengekor
- Raafat A. Zankan